# Stefan III węgierski
Stefan III (ur. 1147 w Ostrzyhomiu, zm. 4 marca 1172) – król Węgier i Chorwacji z dynastii Arpadów w latach 1162 i 1163–1172.

## Wywód przodków
| 4. Bela II Ślepy     |  |                       |  |  |               |
|                      |  | 2. Gejza II           |  |  |               |
| 5. Helena serbska    |  |                       |  |  |               |
|                      |  |                       |  |  | 1. Stefan III |
| 6. Mścisław I Harald |  |                       |  |  |               |
|                      |  | 3. Eufrozyna kijowska |  |  |               |
| 7. NN                |  |                       |  |  |               |
|                      |  |                       |  |  |               |

## Biogram
Był najstarszym synem Gejzy II i Eufrozyny; bratem Beli III i Gejzy. Urodził się w 1147. Jego ojcem chrzestnym był Ludwik VII, król Francji, który w czasie II wyprawy krzyżowej maszerował przez Węgry.
31 maja 1162 zmarł Gejza II. Stefan III objął tron zgodnie z zasadą primogenitury. Zaraz po śmierci ojca został koronowany. Mimo iż miał wtedy 15 lat i znajdował się w tzw. latach sprawnych, rządy miała sprawować rada regencyjna. W jej skład weszli królowa-matka Eufrozyna, arcybiskup ostrzyhomski Łukasz Banffi oraz prawdopodobnie palatyn królestwa Henryk.
Pretensje do korony zgłosił Władysław II, młodszy brat zmarłego Gejzy II, popierany przez Bizancjum. W lipcu 1162 został koronowany na króla przez arcybiskupa Kalocsy. W rzeczywistości był antykrólem, gdyż aby koronacja była ważna musiał jej dokonać arcybiskup ostrzyhomski. Stefan III po przegranej bitwie pod Kapuvár wraz z matką i rodzeństwem schronił się w Austrii. W jego rękach pozostała jedynie Bratysława z okolicą.
Władysław II zmarł 14 lutego 1163, a rządy po nim objął kolejny stryj Stefana III - Stefan IV. Nowy władca został koronowany przez arcybiskupa Kalocsy, więc także z punktu widzenia prawa był antykrólem. Stefan IV, popierany przez cesarza bizantyjskiego Manuela I Komnena, nie cieszył się w kraju popularnością. Za sprawą Łukasza Banffiego na Węgrzech wybuchł bunt przeciwko uzurpatorowi - na jego czele stanął przywódca rodu Csáków. Początkowo Stefan IV odnosił sukcesy w walce z buntownikami; poczuł się tak pewnie, że odesłał nawet bizantyjski korpus posiłkowy.
19 czerwca 1163 pod Székesfehérvárem Stefan IV został pokonany i dostał się do niewoli. Stefan III odzyskał tron. Stefan IV po uwolnieniu zbiegł do Bizancjum. Jesienią 1163 próbował bezskutecznie odzyskać tron.
W takiej sytuacji Manuel I Komnen zaoferował Stefanowi III - za pośrednictwem Jerzego Paleologa - sojusz. Postawił też pewne warunki: na dwór cesarski trafi młodszy brat Stefana III, Bela, który otrzyma od brata w zarząd Sirmium, Chorwację i Dalmację; Manuel ze swej strony zobowiązywał się uczynić Belę swoim następcą i oddać mu rękę swojej córki Marii. Stefan III w porozumieniu z matką zgodził się na bizantyjską propozycję. W efekcie pod koniec 1163 Bela przybył do Konstantynopola, przyjął chrzest w obrządku wschodnim wraz z imieniem Elek (Aleksy) i został narzeczonym Marii. W 1164 Stefan III oddał młodszemu brat Sirmium, Chorwację i Dalmację.
Jednocześnie Stefan III, przeczuwając nietrwałość porozumienia z Manuelem I Komnenem, szukał sojuszników w obliczu konfrontacji z Bizancjum. Odnowił kontakty z Austrią. Cesarzowi Fryderykowi I Barbarossie obiecał 5000 grzywien srebra rocznie w zamian za poparcie. Sojusz z Jarosławem Ośmiomysłem, księciem halickim, umocniły zaręczyny córki tego ostatniego ze Stefanem III. Nastąpiło zacieśnienie współpracy z Władysławem II, królem Czech.
W 1165 znowu wybuchła wojna węgiersko-bizantyjska. Wiosną tego roku Stefan III zajął część Sirmium i rozpoczął oblężenie Zimony (Zemun). Działań wojennych nie przerwała nawet śmierć Stefana IV, który zmarł 11 kwietnia 1165. Według bizantyjskich historyków Jana Kinnamosa i Niketasa Choniatesa został otruty na polecenia Stefana III. Zemun padł, a całe Sirmium znalazło pod władzą węgierską. W 1166 wojska węgierskie najechały Dalmację i zajęły kilka tamtejszych miast. 6 lub 8 lipca 1167 Węgrzy zostali rozbici w bitwie pod Zemunem; mimo to zdołali utrzymać Dalmację i Chorwację.
Stefan III nawiązał przyjazne stosunku z Wenecją; jego siostra stryjeczna - córka Władysława II - została wydana za mąż za Mikołaja, syna doży Vitale Michiele.
Tymczasem w Konstantynopolu uległa zmiana sytuacja Beli. W 1169 roku Manuelowi urodził się syn Aleksy; w efekcie zerwano zaręczyny węgierskiego królewicza z Marią Komneną i dano mu za żonę Agnieszkę-Marię de Chatillon, księżniczkę antiocheńską i szwagierkę cesarza. W 1170 nastąpiła stabilizacja stosunków węgiersko-bizantyjskich na zasadzie status quo z 1167 roku: Sirmium pozostało w rękach bizantyjskich, zaś Dalmacja w węgierskich.
W 1170 na Węgry zbiegł Biedrzech (Fryderyk), syn czeskiego króla Władysława II, co oznaczało zapewne pogorszenie stosunków czesko-węgierskich.

## Małżeństwo i potomstwo
Stefan III zaręczył się z nieznaną z imienia córką Jarosława Ośmiomysła, księcia halickiego. Zaręczyny zostały zerwane w 1166 roku. Pod koniec 1166 poślubił Agnieszkę, najstarszą córkę Henryka II Jasomirgotta.
Polska literatura historyczna podaje, że Stefan III zmarł bezpotomnie. Z kolei zdaniem innych Agnieszka i Stefan III doczekali się syna Beli, zmarłego jeszcze za życia ojca.